# Још 365 дана
Још 365 дана (пољ. Kolejne 365 dni) пољски је еротски трилер из 2022. године, у режији Барбаре Бјаловонс и Томаша Мандеса. Наставак је филма 365 дана: Овај дан (2022), а темељи се на истоименом роману из трилогије Бланке Липинске. Главне улоге глуме: Ана-Марија Сјеклуцка, Микеле Мороне, Симоне Сусина, Магдалена Лампарска и Отар Саралидзе.
Приказан је 19. августа 2022. године за .

## Радња
Лаурина и Масимова веза виси о концу док покушавају да реше проблеме с поверењем, а упорни Начо покушава да их раздвоји.

## Улоге
| Глумац               | Улога           |
| -------------------- | --------------- |
| Ана-Марија Сјеклуцка | Лаура Бјел      |
| Микеле Мороне        | Масимо Торичели |
| Симоне Сусина        | Начо            |
| Магдалена Лампарска  | Олга            |
| Отар Саралидзе       | Доменико        |
| Ева Каспжик          | Клара Бјел      |
| Даријуш Јакубовски   | Томаш Бјел      |
| Рамон Ланга          | Фернандо Матос  |
| Томаш Мандес         | Томасо          |
| Наталија Сивијец     | Емили           |
| Каролина Писарек     | Амелија         |

## Производња
Снимање је почело 2021. године у областима око Италије и Пољске, док би Ана-Марија Сјеклуцка и Магдалена Лампарска поновиле своје улоге. Касније је потврђен и Микеле Мороне.

## Приказивање
Приказан је 19. августа 2022. године за .